# Jared Martin
Jared Christopher Martin (ur. 21 grudnia 1941 w Nowym Jorku, zm. 24 maja 2017 w Filadelfii) – amerykański aktor. Odtwórca roli kowboja Stevena „Dusty’ego” Farlowa w operze mydlanej CBS Dallas (1979–1982).

## Życiorys

### Wczesne lata
Urodził się na nowojorskim Manhattanie jako syn Florence Taylor Martin, artystki i Charlesa Elmera Martina, rysownika „The New Yorker”. Zaczął występować w wieku dziesięciu lat w miejscowej dziecięcej grupie teatralnej. Uczęszczał do The Putney School w Putney w Vermont. W 1965 ukończył studia na Uniwersytecie Columbia, gdzie jego współlokatorem był Brian De Palma.

### Kariera
Przez kilka lat pracował w „The New York Times” jako chłopiec na posyłki w biurze gazety i recenzent miniaturek do wydania niedzielnego. Potem dołączył do letniego zespołu teatralnego w Cape May w New Jersey. Następnie spędził sezon z Boston Classical Repertory i ostatecznie dołączył do Papp w jego nowym Public Theatre na Manhattanie. W 1965 był współzałożycielem Group 6 Productions, nowojorskiej wytwórni filmowej i teatralnej, dla której wyreżyserował A Night on the Town. Studiował aktorstwo u Lee Strasberga.
W 1967 zadebiutował na scenie off-Broadwayu w roli norweskiego kapitana w sztuce Hamlet z Martinem Sheenem w roli tytułowej. Po raz pierwszy trafił na ekran w roli mordercy–fotografa Chrisa, który uwielbiał zlizywać krew z ciał swoich ofiar w pierwszym filmie fabularnym Briana De Palmy Murder à la Mod (1968). W dramacie Kobieta samotna (The Lonely Lady, 1983) zagrał żonatego aktora George’a Ballantine’a, który wdaje się w romans z młodą hollywoodzką scenarzystką (Pia Zadora). Stał się jednak rozpoznawalny dzięki telewizyjnym występom w serialach: Columbo, Napisała: Morderstwo, Statek miłości, Magnum czy Wonder Woman. W 1979 wystąpił w reklamie piwa Pabst Blue Ribbon. W 1983 zadebiutował na Broadway jako Ed w sztuce Harveya Fiersteina Trylogia miłosna.

## Życie prywatne
8 czerwca 1963 zawarł związek małżeński z Nancy Fales–Garrett, z którą miał syna Christiana (ur. 1967). W 1977 doszło do rozwodu. 21 kwietnia 1979 poślubił Carol Vogel, rozwiedli się w 1984. 12 maja 2000 ożenił się z Yu Wei.

### Śmierć
24 maja 2017 zmarł na raka trzustki w swoim domu w Filadelfii w Pensylwanii w wieku 75 lat.

## Filmografia

### Filmy
- 1973: Świat Dzikiego Zachodu jako technik
- 1987: Ænigma jako dr Robert Anderson

### Seriale
- 1973: Columbo jako Harry Alexander
- 1978: Aniołki Charliego jako mężczyzna opuszczający kościół
- 1978: The Waltons jako Derek Pembroke
- 1978–1979: Jak zdobywano Dziki Zachód jako Frank Grayson
- 1979: Wonder Woman jako David / Leon
- 1979: CHiPs jako Bright
- 1979–1982; 1985; 1991: Dallas jako Dusty Farlow
- 1980: The Incredible Hulk jako Jack Stewart
- 1982: Statek miłości jako Paul Reese
- 1982: Opowieści złotej małpy jako Ted Harrison
- 1984: Napisała: Morderstwo jako Spencer Langley
- 1984: Nieustraszony jako dr David Halston
- 1985: Airwolf jako James Graydon
- 1985: Statek miłości jako Jim Tipton
- 1986: Magnum jako Arthur Houston
- 1986: Napisała: Morderstwo jako Arthur Houston
- 1987: Detektyw Hunter jako Ringerman
- 1987–1988: Tylko jedno życie jako dr Donald Lamarr
- 1993: Prawnicy z Miasta Aniołów jako adwokat Fein